# Veronika Lagun
Veronika Lagun (* 19. Februar 1985) ist eine litauische Biathletin.
Veronika Lagun gehört zu den wenigen Biathleten und Biathletinnen, die an sechs Jugend- und Junioren-Weltmeisterschaften teilnahm. 2000 startete sie in Hochfilzen und erreichte als bestes Ergebnis Platz 52 im Einzel, 2002 waren 37. Ränge im Einzel und der Verfolgung beste Ergebnisse. 2003 lief sie in Kościelisko als Zehnte des Einzels zum einzigen Mal auf einen Top-Ten-Platz, 2004 war in der Haute-Maurienne Rang 22 in der Verfolgung bestes Resultat. In Kontiolahti wurde Lagun 36. im Einzel, 2006 in Presque Isle 20. im Sprint-Wettbewerb. 2003 in Forni Avoltri und 2004 in Minsk startete sie bei Junioren-Europameisterschaften.
Im Biathlon-Weltcup debütierte Lagun 2002 in Ruhpolding in einem Sprintrennen, in dem sie 107. wurde. Bei den Biathlon-Weltmeisterschaften 2005 in Hochfilzen wurde die Litauerin 83. des Einzels und 74. im Sprintrennen. Das Sprint-Ergebnis war zugleich ihr bestes Weltcup-Ergebnis. Bei den Olympischen Winterspielen 2006 von Turin gehörte sie zum Aufgebot, kam aber nicht zum Einsatz.

## Biathlon-Weltcup-Platzierungen
Die Tabelle zeigt alle Platzierungen (je nach Austragungsjahr einschließlich Olympische Spiele und Weltmeisterschaften).
- 1.–3. Platz: Anzahl der Podiumsplatzierungen
- Top 10: Anzahl der Platzierungen unter den ersten zehn (einschließlich Podium)
- Punkteränge: Anzahl der Platzierungen innerhalb der Punkteränge (einschließlich Podium und Top 10)
- Starts: Anzahl gelaufener Rennen in der jeweiligen Disziplin

| Platzierung                      | Einzel | Sprint | Verfolgung | Massenstart | Staffel | Gesamt |
| -------------------------------- | ------ | ------ | ---------- | ----------- | ------- | ------ |
| 1. Platz                         |        |        |            |             |         |        |
| 2. Platz                         |        |        |            |             |         |        |
| 3. Platz                         |        |        |            |             |         |        |
| Top 10                           |        |        |            |             |         |        |
| Punkteränge                      |        |        |            |             |         |        |
| Starts                           | 7      | 13     |            |             |         | 20     |
| Stand: nach der Saison 2009/2010 |        |        |            |             |         |        |